# À la mémoire de Paul Dukas
À la mémoire de Paul Dukas est une partition pour piano composée par Guy Ropartz en 1936, pour le Tombeau de Paul Dukas, album de neuf pièces inédites commandé par la Revue musicale en hommage à Paul Dukas.
Il s'agit de la dernière œuvre pour piano du compositeur.

## Genèse
En 1936, La Revue musicale réalise un supplément (mai-juin) en hommage à Paul Dukas, mort l'année précédente. Guy Ropartz participe à cet hommage collectif, le Tombeau de Paul Dukas, avec Florent Schmitt, Manuel de Falla, Gabriel Pierné, Joaquín Rodrigo, Julien Krein, Olivier Messiaen, Tony Aubin et Elsa Barraine.

## Présentation
L'œuvre est en un seul mouvement, Grave en mi mineur à 
, « trois pages sobres, un peu énigmatiques ».

## Analyse
Cette pièce « dissimule les notes issues du nom de Dukas, et les entremêle à des motifs de Dukas lui-même, par exemple le thème de L'Apprenti sorcier ».

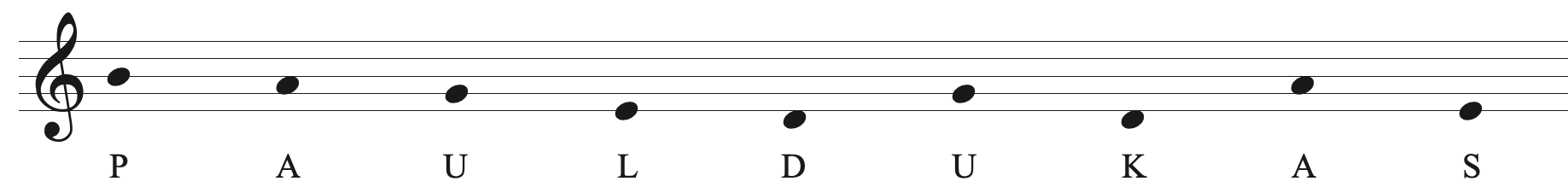
Motif sur le nom de « Paul Dukas ».

## Postérité
En 1987, Harry Halbreich commente seulement les Jeunes filles de Ropartz dans ses œuvres pour piano. Pour Guy Sacre, « rien n'est plus mélancolique, en vérité, que cette offrande d'un septuagénaire à la mémoire d'un homme dont lui-même était l'aîné de quinze mois, et à qui il devait survivre vingt ans ».

### Ouvrages généraux
- Harry Halbreich et François-René Tranchefort (dir.), Guide de la musique de piano et de clavecin, Paris, Fayard, coll. « Les Indispensables de la musique », 1987, 869 p. (ISBN 978-2-213-01639-9), « Guy Ropartz », p. 619.
- Guy Sacre, La musique pour piano : dictionnaire des compositeurs et des œuvres, vol. II (J-Z), Paris, Robert Laffont, coll. « Bouquins », 1998, 2998 p. (ISBN 978-2-221-08566-0), « Guy Ropartz », p. 2309-2319.

### Monographies
- Mathieu Ferey et Benoît Menut, Joseph-Guy Ropartz : Le pays inaccessible, Genève, Éditions Papillon, coll. « Mélophiles » (no 18), 2005, 167 p. (ISBN 978-2940310258).
- Bénédicte Palaux-Simonnet, Paul Dukas : le musicien-sorcier, Genève, Éditions Papillon, coll. « Mélophiles » (no 2), 2001, 152 p. (ISBN 2-940310-01-7).

## Discographie
- Paul Dukas, Intégrale des œuvres pour piano par Marco Rapetti (2CD Brillant Classics 9160, 2011) avec le Tombeau de Paul Dukas comprenant les pièces de Schmitt, Falla, Pierné, Ropartz, Rodrigo, Krein, Messiaen, Aubin et Barraine.